# Острво Јос Сударсо
Острво Јос Сударсо (индон. Pulau Yos Sudarso) је индонежанско острво површине 11.742 km² у Арафурском мору. Дуго је 180, а широко 100 километара. Уским каналом је раздвојено од острва Нова Гвинеја. Административно припада провинцији Јужна Папуа.
Острво је прекривено тропским шумама мангрова.
Раније је било познато под именима Долак, Колепом и острво Фредерик Хендрик. Данашње име је добило по индонежанском капетану Јос Сударсу.